# Школа добра и зла (филм)
Школа добра и зла (енгл. The School for Good and Evil) амерички је фантастични филм из 2022. године по истоименом роману Сомана Чајнанија. Режију потписује Пол Фиг, који је написао и сценарио са Дејвидом Магијем. Ансамблску поделу улога предводе Софија Ен Карусо као Софи и Софија Вајли као Агата, два најбоље пријатељице које су послате у Школу добра и зла. Након што се њихова срећа наизглед преокренула, пријатељство им је стављено на искушење.
Развој филма почео је 2013. године, када су права на роман стекли Roth Films и Jane Startz Productions, док је Universal Pictures требало да га прикаже. Након што је пројекат стао с развојем, Netflix га је преузео 2017. године, а три године касније Фиг је потписан за режију. Снимање је трајало између јануара и јула 2021. године у Северној Ирској.

## Радња
Повезаност најбољих пријатељица Софи и Агате нађе се на искушењу када заврше у чаробној школи за будуће јунаке и зликовце из бајки.

## Улоге
| Глумац            | Улога         |
| ----------------- | ------------- |
| Софија Ен Карусо  | Софија        |
| Софија Вајл       | Агата         |
| Мишел Јео         | Ема Анемона   |
| Џејми Флатерс     | Тедрос        |
| Кит Јанг          | Рафал         |
| Лоренс Фишберн    | Рајан         |
| Питер Серафинович | Јуба          |
| Роб Делејни       | Стефан        |
| Марк Хип          | Билијус Менли |
| Пети Лупоне       | госпођа Довил |
| Рејчел Блум       | Онора         |
| Кејт Бланчет      | приповедач    |
| Кери Вошингтон    | Клариса Дави  |
| Шарлиз Терон      | Ленора Лесо   |